# Regnière-Écluse
Pour les articles homonymes, voir Écluse (homonymie) et L'Écluse.
Regnière-Écluse est une commune française située dans le département de la Somme, en région Hauts-de-France.
Depuis juillet 2020, la commune fait partie du parc naturel régional Baie de Somme - Picardie maritime.
La commune fait partie des villages labellisés Pays d'art et d'histoire qui œuvrent à mettre en avant leur patrimoine,.

## Géographie

### Localisation
Regnière-Écluse est un village picard du Ponthieu. 
Limitrophe de Crécy-en-Ponthieu, la localité est située  à 7 km à l'est de Rue, 8 km au nord de Nouvion, 20 km au nord d'Abbeville et à 57 km au nord-ouest d'Amiens à vol d'oiseau.
Le territoire de la commune est limitrophe de ceux de six communes.
Les communes limitrophes sont  Arry, Bernay-en-Ponthieu, Crécy-en-Ponthieu, Machy, Vironchaux et Vron.

### Nature du sol et du sous-sol
Le sol est de formations tertiaire et quaternaire. Il est très filtrant. Sous la terre végétale s'étagent des sables, des marnes et des calcaires siliceux.

### Relief, paysage, végétation
La commune se caractérise par la présence d'un important massif boisé et d'un étang traversé par la Maye, faisant partie du domaine du château de Regnière-Écluse propriété du Conservatoire du littoral.

### Hydrographie

#### Réseau hydrographique
La commune est située dans le bassin Artois-Picardie. Elle est drainée par la Maye et le Tirancourt,.
La Maye, d'une longueur de 38 km, prend sa source dans la commune de Fontaine-sur-Maye,à l'altitude de 40 mètres, et se jette  dans la baie de Somme en limite des communes de Saint-Quentin-en-Tourmont et du Crotoy, après avoir traversé dix communes. Les caractéristiques hydrologiques de la Maye sont données par la station hydrologique située sur la commune. Le débit moyen mensuel est de 1,01 m3/s. Le débit moyen journalier maximum est de 5,17 m3/s, atteint lors de la crue du 1er avril 2001. Le débit instantané maximal est quant à lui de 7,3 m3/s, atteint le 11 mai 2001.

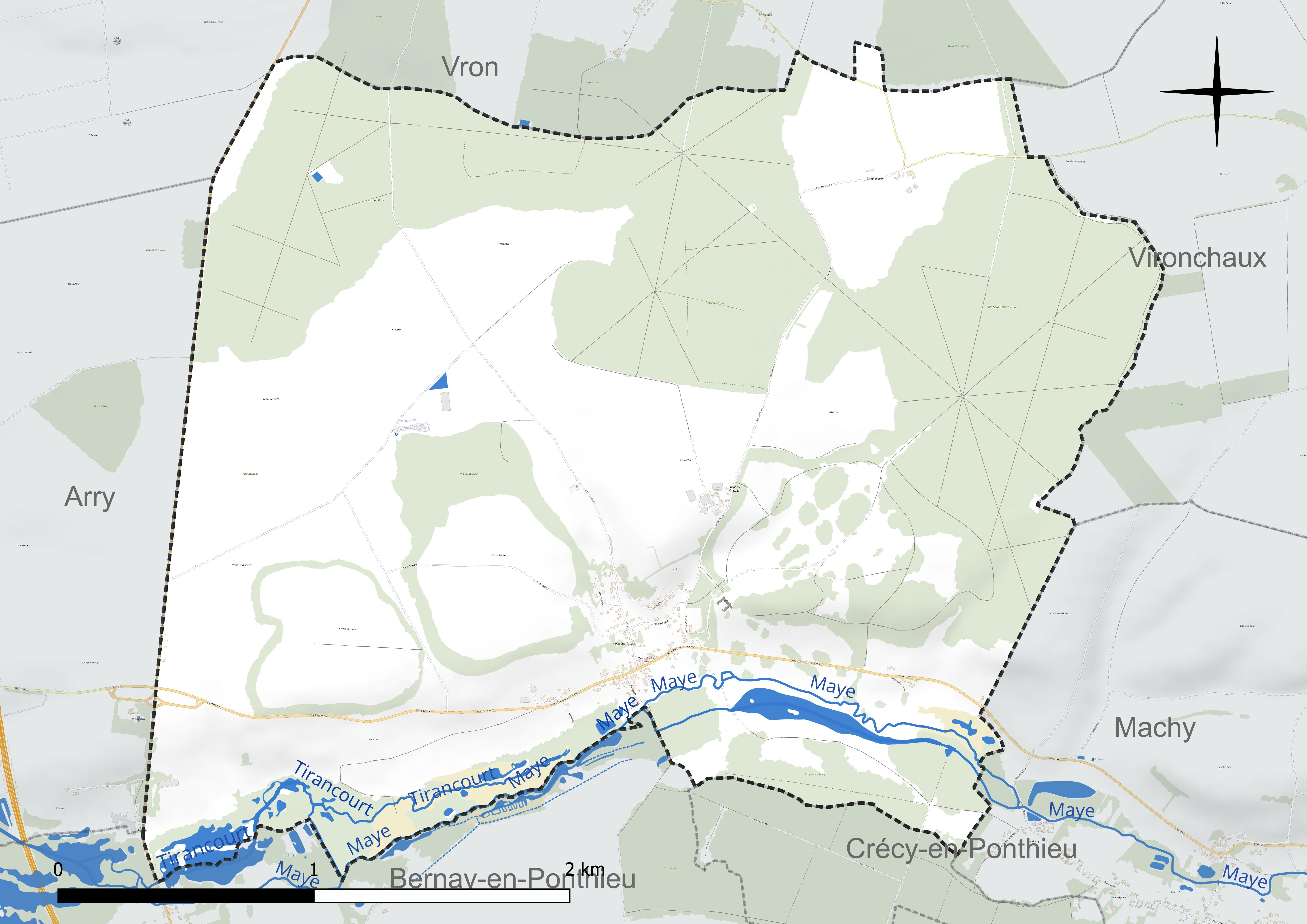
Réseau hydrographique de Regnière-Écluse.

#### Gestion et qualité des eaux
Le territoire communal est couvert par le schéma d'aménagement et de gestion des eaux (SAGE) « Somme aval et Cours d'eau côtiers ». Ce document de planification concerne un territoire de 1 835 km2 de superficie, délimité par le bassin versant de la Somme canalisée. Le périmètre a été arrêté le 29 avril 2010 et le SAGE proprement dit a été approuvé le 6 août 2019. La structure porteuse de l'élaboration et de la mise en œuvre est le syndicat mixte d'aménagement hydraulique du bassin versant de la Somme (AMEVA).
La qualité des cours d'eau peut être consultée sur un site dédié géré par les agences de l'eau et l'Agence française pour la biodiversité.
Les zones humides locales constituent une partie du site Ramsar de la Baie de Somme et des marais arrière-littoraux (28 communes) dont l'avifaune atteint 365 espèces d'oiseaux sur plus de 19 000 hectares.

### Climat
Pour des articles plus généraux, voir Climat des Hauts-de-France et Climat de la Somme.
En 2010, le climat de la commune est de type climat océanique franc, selon une étude du CNRS s'appuyant sur une série de données couvrant la période 1971-2000. En 2020, Météo-France publie une typologie des climats de la France métropolitaine dans laquelle la commune est exposée à un climat océanique et est dans la région climatique Côtes de la Manche orientale, caractérisée par un faible ensoleillement (1 550 h/an) ; forte humidité de l'air (plus de 20 h/jour avec humidité relative > 80 % en hiver), vents forts fréquents.
Pour la période 1971-2000, la température annuelle moyenne est de 10,3 °C, avec une amplitude thermique annuelle de 12,7 °C. Le cumul annuel moyen de précipitations est de 774 mm, avec 12,2 jours de précipitations en janvier et 8,4 jours en juillet. Pour la période 1991-2020, la température moyenne annuelle observée sur la station météorologique la plus proche, située sur la commune d'Abbeville à 20 km à vol d'oiseau, est de 11,0 °C et le cumul annuel moyen de précipitations est de 806,2 mm,. Pour l'avenir, les paramètres climatiques de la commune estimés pour 2050 selon différents scénarios d'émission de gaz à effet de serre sont consultables sur un site dédié publié par Météo-France en novembre 2022.

## Urbanisme

### Typologie
Au 1er janvier 2024, Regnière-Écluse est catégorisée commune rurale à habitat dispersé, selon la nouvelle grille communale de densité à sept niveaux définie par l'Insee en 2022.
Elle est située hors unité urbaine et hors attraction des villes,.

### Occupation des sols
L'occupation des sols de la commune, telle qu'elle ressort de la base de données européenne d'occupation biophysique des sols Corine Land Cover (CLC), est marquée par l'importance des territoires agricoles (49,4 % en 2018), en diminution par rapport à 1990 (50,5 %). La répartition détaillée en 2018 est la suivante : 
terres arables (42,1 %), forêts (41,2 %), prairies (7,3 %), zones humides intérieures (3,8 %), zones urbanisées (2,6 %), milieux à végétation arbustive et/ou herbacée (2,6 %), eaux continentales (0,3 %). L'évolution de l'occupation des sols de la commune et de ses infrastructures peut être observée sur les différentes représentations cartographiques du territoire : la carte de Cassini (XVIIIe siècle), la carte d'état-major (1820-1866) et les cartes ou photos aériennes de l'IGN pour la période actuelle (1950 à aujourd'hui).

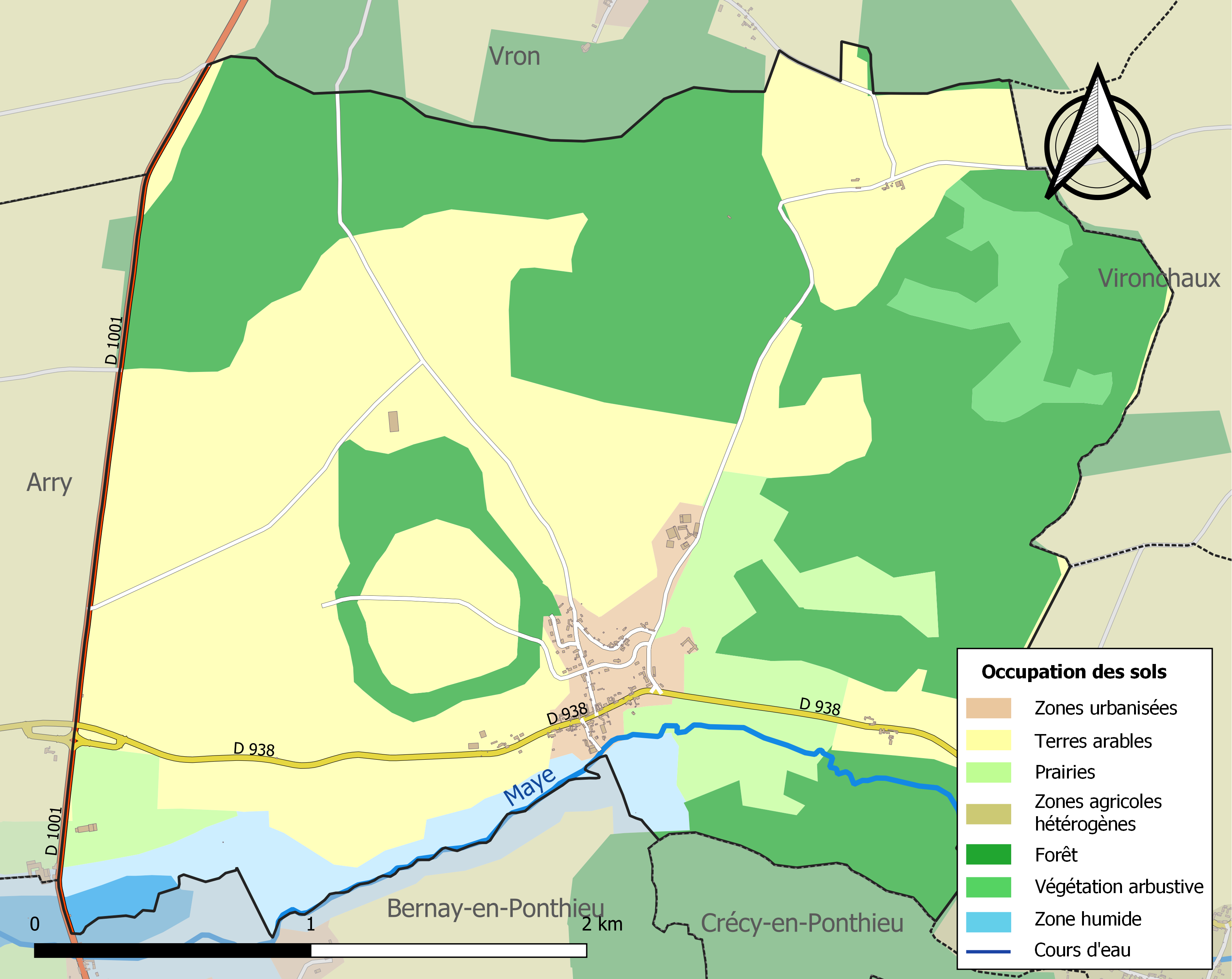
Carte des infrastructures et de l'occupation des sols de la commune en 2018 (CLC).

### Habitat

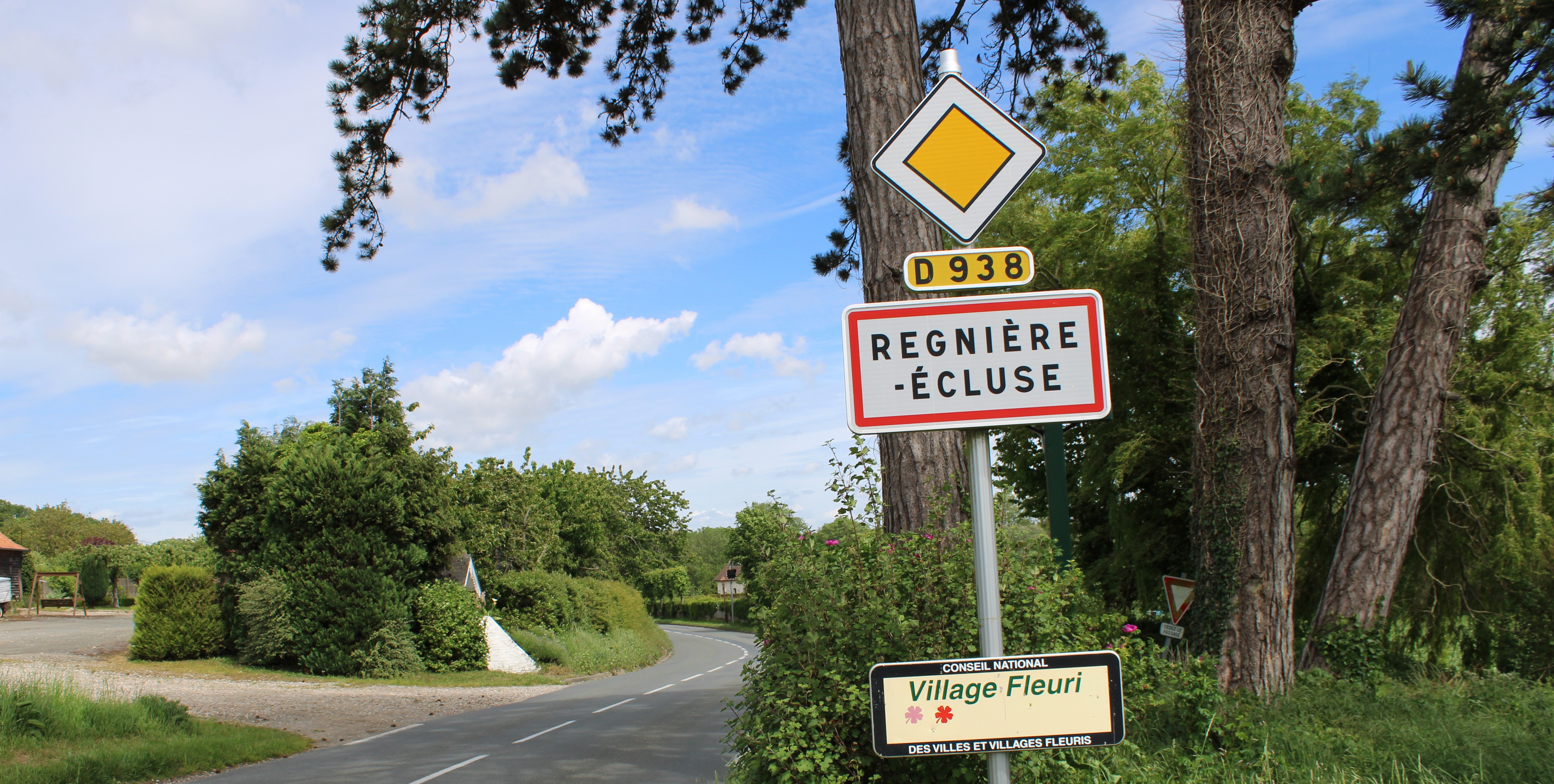
Une entrée de la commune.

Fin XIXe siècle, le village compte trois hameaux : le Château, Wacogne, Campigneulle.

### Voies de communication et transports
La commune est bordée par l'ancienne route nationale 1 (actuelle RD 1001), aisément accessible par l'autoroute A16 (sortie 24 à Forest-Montiers) et desservie par la route départementale D 938 d'Auxi-le-Château à Rue.
La commune est traversée par le petit fleuve côtier la Maye.
En 2019, la localité est desservie par les lignes de bus du réseau Trans'80, chaque jour de la semaine, sauf le dimanche.

## Toponymie
Le nom de la localité est attesté sous les formes Ragneri exclusa en 644, Ragnieri exclusa en 844, Ragineri sclusa en 1090, Ragnieri sclusa en 1163, Renier Escluse en 1301.
Le village devrait son nom à Ragnacaire, roi des Francs de Cambrai, qui y séjourna et fut ensuite tué par Clovis et du bas latin exclusa (« retenue d'eau »).

## Histoire
Wulphy, patron de Rue, de retour de Jérusalem en 615, établit sa retraite dans un bois de Regnière et y finit ses jours dans les privations.
Gautier Ier Tirel fut seigneur du village après 1030.
Les Tirel de Poix et les Soissons-Moreuil ont détenu la seigneurie. Jean II, seigneur de Soyécourt épousa Péronne de Soissons-Moreuil, dame de Regnière-Ecluse ce qui fit entrer les possessions de la seigneurie dans la maison de Soyécourt.
La commune s'appelait Regniere en 1793 et Renières-Ecluse en 1801.
À la fin du XIXe siècle, un vieux moulin à eau permettait encore de satisfaire les besoins en farine pour les habitants et en mouture pour les animaux.

## Politique et administration

### Liste des maires
| Période                                  | Période                       | Identité            | Étiquette | Qualité                                                                                |
| ---------------------------------------- | ----------------------------- | ------------------- | --------- | -------------------------------------------------------------------------------------- |
| 1851                                     |                               | Raymond d'Hinnisdal |           | Propriétaire, comte Conseiller général de Rue (1851 → 1870)                            |
| Les données manquantes sont à compléter. |                               |                     |           |                                                                                        |
| 1965                                     | avril 2014                    | Pierre Bamière      | RPR       | Conseiller général de Rue (1982 → 2004)                                                |
| avril 2014                               | En cours (au 16 juillet 2020) | Patrick Bost        |           | Vice-président de la CC Ponthieu-Marquenterre (2020 → ) Réélu pour le mandat 2020-2026 |

### Distinctions et labels
Village fleuri : une fleur est attribuée en 2007 et deux fleurs en 2011 et 2015,

## Population et société

### Démographie

#### Évolution démographique
L'évolution du nombre d'habitants est connue à travers les recensements de la population effectués dans la commune depuis 1793. Pour les communes de moins de 10 000 habitants, une enquête de recensement portant sur toute la population est réalisée tous les cinq ans, les populations de référence des années intermédiaires étant quant à elles estimées par interpolation ou extrapolation. Pour la commune, le premier recensement exhaustif entrant dans le cadre du nouveau dispositif a été réalisé en 2008.

En 2022, la commune comptait 130 habitants, en évolution de +2,36 % par rapport à 2016 (Somme : −1,26 %, France hors Mayotte : +2,11 %).
| 1793 | 1800 | 1806 | 1821 | 1831 | 1836 | 1841 | 1846 | 1851 |
| ---- | ---- | ---- | ---- | ---- | ---- | ---- | ---- | ---- |
| 262  | 305  | 310  | 319  | 395  | 392  | 415  | 399  | 396  |

| 1856 | 1861 | 1866 | 1872 | 1876 | 1881 | 1886 | 1891 | 1896 |
| ---- | ---- | ---- | ---- | ---- | ---- | ---- | ---- | ---- |
| 395  | 404  | 359  | 358  | 326  | 305  | 294  | 264  | 280  |

| 1901 | 1906 | 1911 | 1921 | 1926 | 1931 | 1936 | 1946 | 1954 |
| ---- | ---- | ---- | ---- | ---- | ---- | ---- | ---- | ---- |
| 295  | 286  | 254  | 205  | 184  | 189  | 198  | 207  | 173  |

| 1962 | 1968 | 1975 | 1982 | 1990 | 1999 | 2006 | 2008 | 2013 |
| ---- | ---- | ---- | ---- | ---- | ---- | ---- | ---- | ---- |
| 146  | 157  | 154  | 120  | 125  | 122  | 134  | 138  | 129  |

| 2018 | 2022 | - | - | - | - | - | - | - |
| ---- | ---- | - | - | - | - | - | - | - |
| 125  | 130  | - | - | - | - | - | - | - |

#### Pyramide des âges
En 2018, le taux de personnes d'un âge inférieur à 30 ans s'élève à 32,0 %, soit en dessous de la moyenne départementale (36,4 %). À l'inverse, le taux de personnes d'âge supérieur à 60 ans est de 32,0 % la même année, alors qu'il est de 26,0 % au niveau départemental.
En 2018, la commune comptait 62 hommes pour 63 femmes, soit un taux de 50,40 % de femmes, légèrement inférieur au taux départemental (51,49 %).
Les pyramides des âges de la commune et du département s'établissent comme suit.
| Hommes | Classe d’âge | Femmes |
| ------ | ------------ | ------ |
| 0,0    | 90 ou +      | 0,0    |
| 6,5    | 75-89 ans    | 9,5    |
| 24,2   | 60-74 ans    | 23,8   |
| 22,6   | 45-59 ans    | 19,0   |
| 14,5   | 30-44 ans    | 15,9   |
| 11,3   | 15-29 ans    | 15,9   |
| 21,0   | 0-14 ans     | 15,9   |

| Hommes | Classe d’âge | Femmes |
| ------ | ------------ | ------ |
| 0,6    | 90 ou +      | 1,8    |
| 6,7    | 75-89 ans    | 9,4    |
| 17,2   | 60-74 ans    | 18,1   |
| 19,8   | 45-59 ans    | 19,1   |
| 18,2   | 30-44 ans    | 17,5   |
| 19,4   | 15-29 ans    | 18     |
| 18,2   | 0-14 ans     | 16,2   |

### Enseignement
Le village n'a plus d'école.
Les enfants relevant de l'enseignement primaire fréquentent l'école intercommunale de Vron, gérée par la communauté de communes, située dans l'académie d'Amiens, en zone B pour les vacances scolaires.

## Culture locale et patrimoine

### Lieux et monuments
- Château de Regnière-Écluse : entouré d'un grand parc, classé monument historique depuis le 20 juin 2006[39],[40],[41],[42],[43].

- L'église paroissiale Saint-Martin, inscrite à l'inventaire supplémentaire des monuments historiques par arrêté du 15 octobre 2014[44].
- Dans un bois de la commune, au Bois de la Selve, lieu-dit l'Ermitage, un calvaire marque l'emplacement de l'ancien ermitage de Wulphy au VIIe siècle.
- Chapelle Notre-Dame-de-Consolation.
- Chapelle Notre-Dame-de-Lourdes, construite en remerciement d'une guérison[45].
- Monument commémoratif de la libération du village par les Canadiens, le 4 septembre 1944, situé devant l'entrée du château.
- Vestiges d'une écluse sur la Maye. Il s'agit en fait des restes d'un ancien moulin qui figure encore sur des cartes postales anciennes. Cette « écluse », vanne pour réguler le niveau du fleuve et actionner une roue, a aussi donné son nom au village.
- La plus grande collection de tilleuls de France (173 tilleuls pour 63 taxons) se trouve dans le parc du château, en bordure de la forêt de Crécy. Les arbres ont été fournis par l'Association pour la promotion de l'environnement dans le Vimeu (APEV) pendant l'hiver 2023-2024[46],[47].

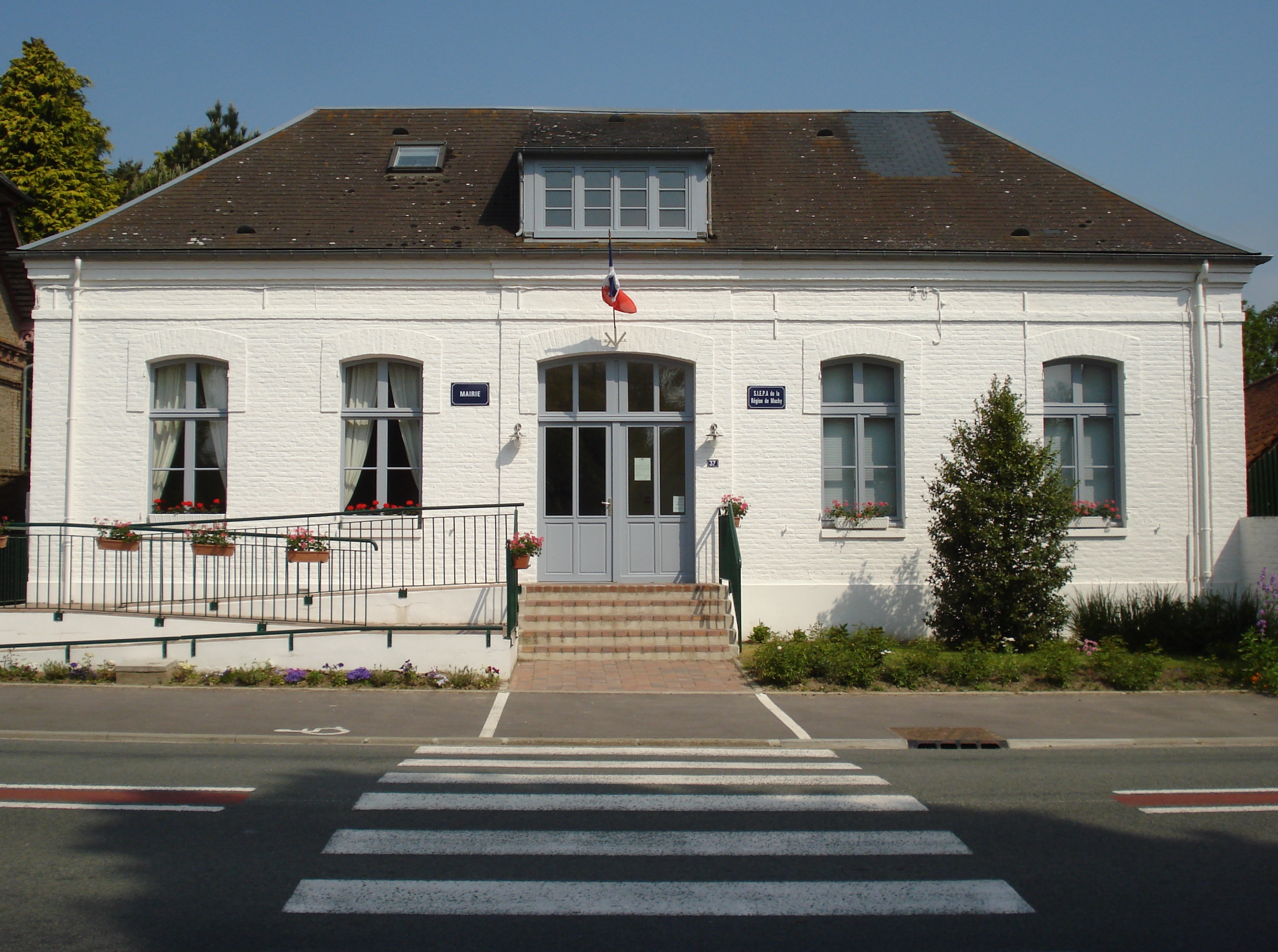
La mairie.
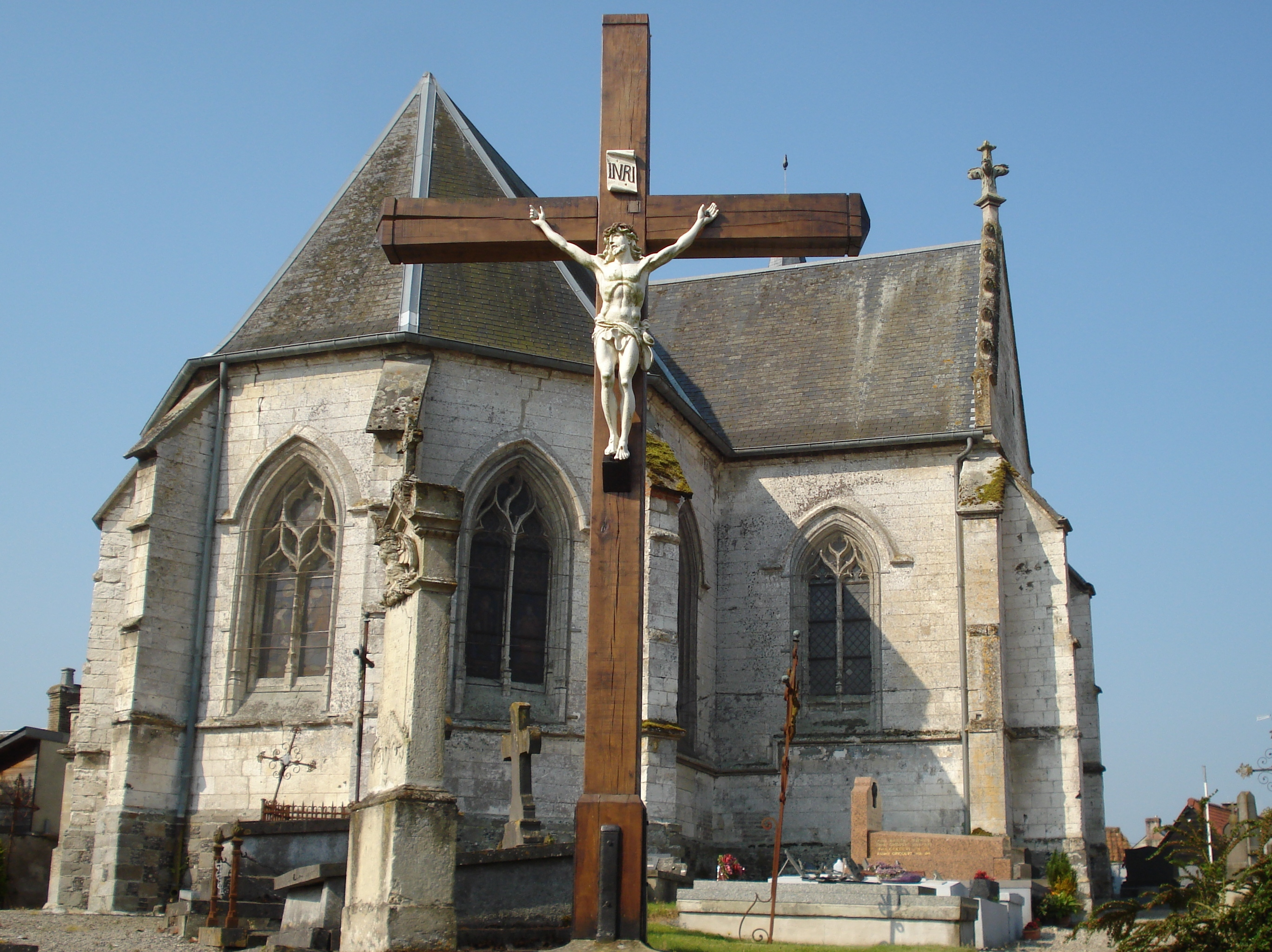
L'église Saint-Martin et la croix.
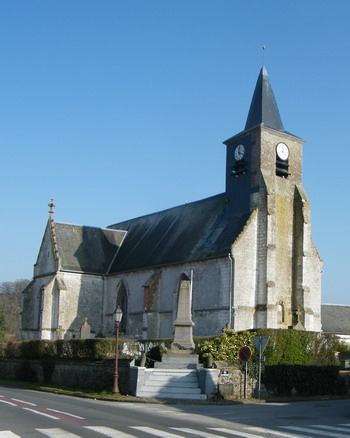
L'église et le monument aux morts.
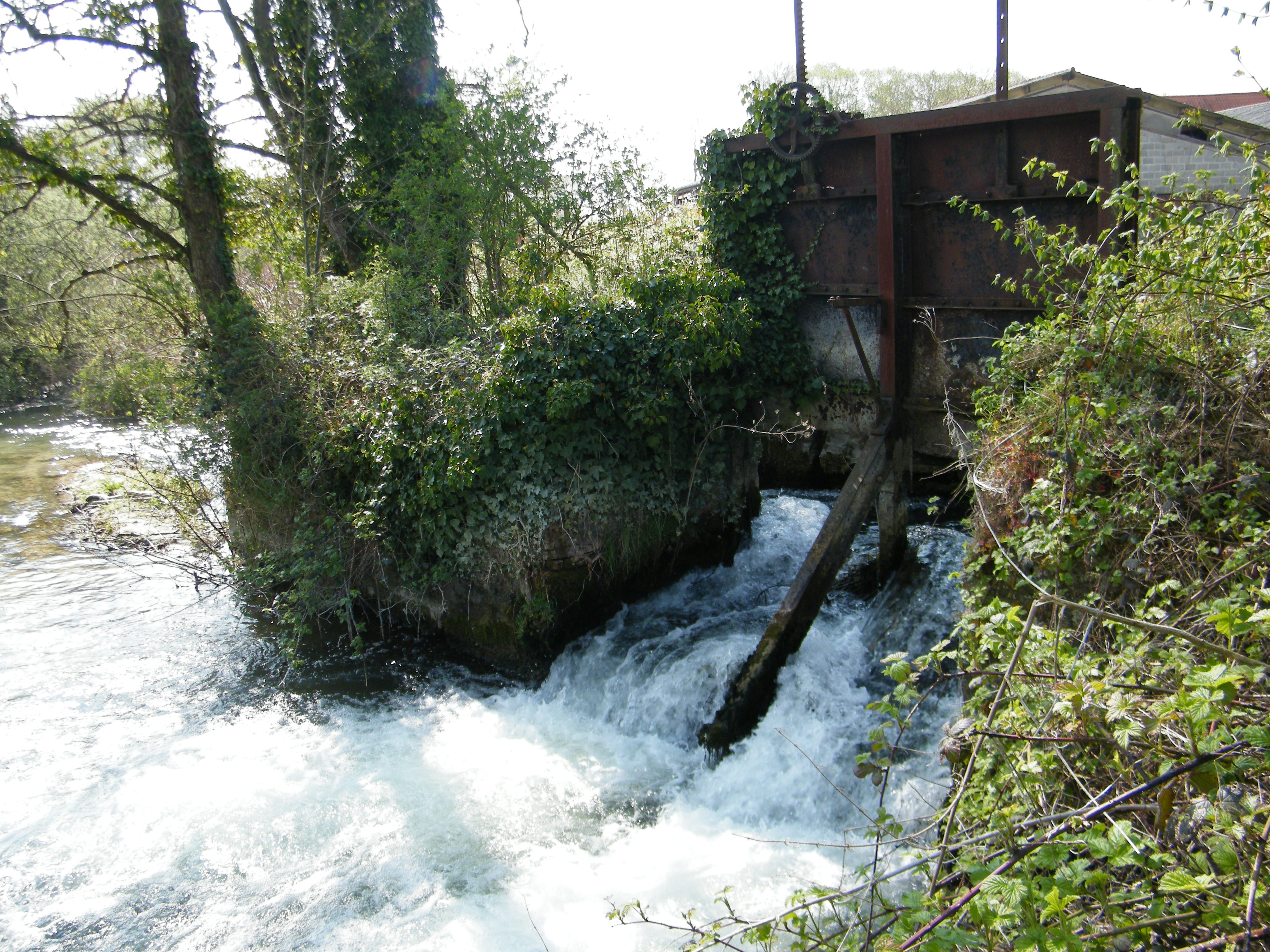
L'« écluse » de Regnière.
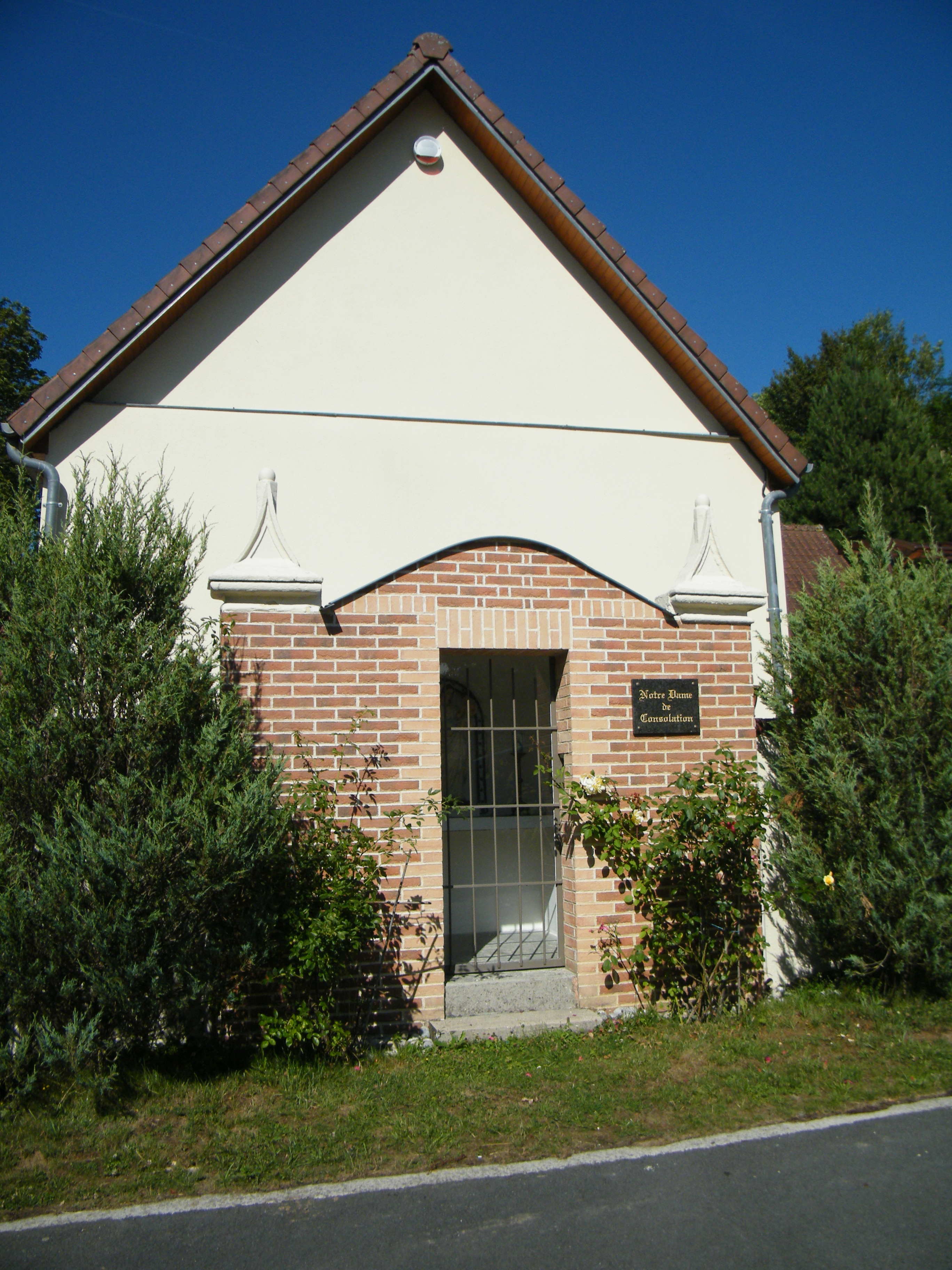
Chapelle Notre-Dame-de-Consolation.
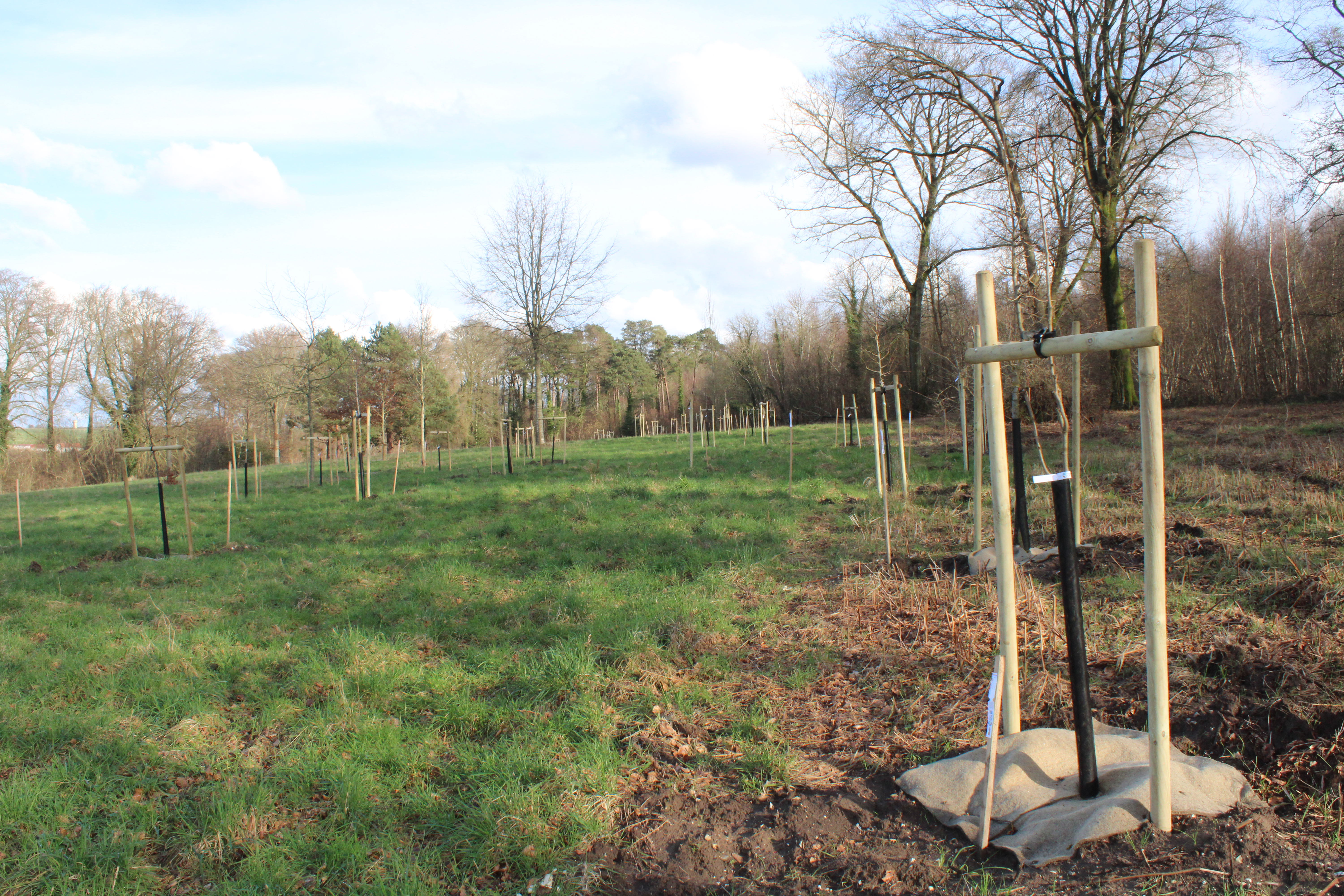
La première collection de tilleuls de France (63 taxons).
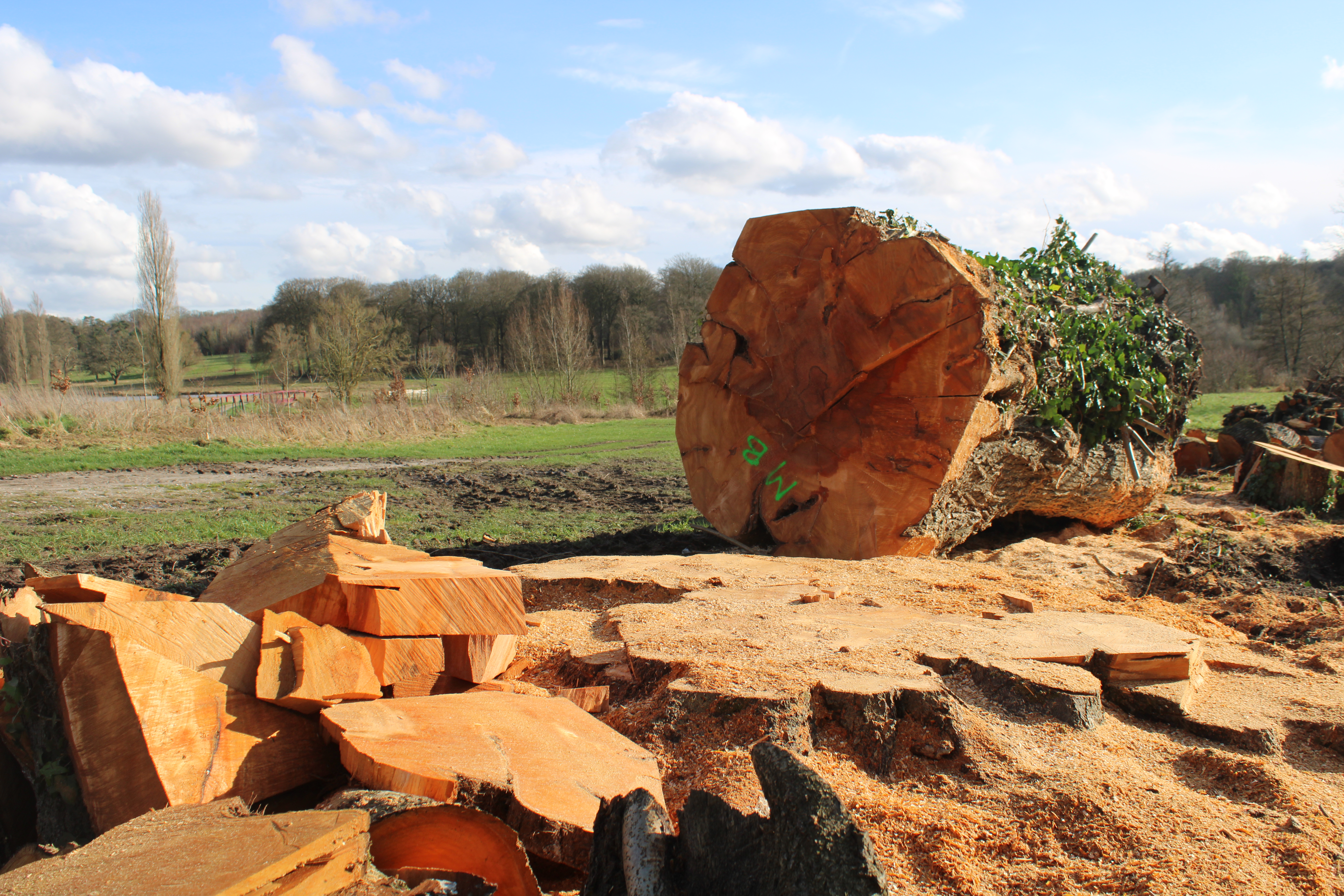
Tilleuls d'exception.

### Personnalités liées à la commune
- Wulphy, saint ermite, décédé en ermite dans la commune.